# Thomas Pitiot
Pour les articles homonymes, voir Pitiot.
Thomas Pitiot, né en 1975 dans le 10e arrondissement de Paris est un chanteur français vivant à Aubervilliers.
Il est le fils du chanteur Gérard Pitiot.

## Biographie
Il fréquente le lycée Jacques-Brel à La Courneuve.
En 2002, son premier album qui mêle déjà influences françaises et d'Afrique Noire reçoit un bon accueil critique[réf. nécessaire].
En 2004, il sort un petit disque au tirage limité Le Baron Perché, contre Ernest-Antoine Seillière.
Son deuxième album La Terre à Toto rencontre en 2005 un accueil qui le conduit à deux années de concert avec notamment Loïc Lantoine, Agnès Bihl, Toma Sidibé et Casey.
En 2007, il est parmi les créateurs du Festival Aubercail, le festival des mots dits à Aubervilliers, festival de chansons qui se déroule en mai chaque année.
En 2008 sort son troisième album Griot.
Il interprète avec Batlik la chanson Ramatoulaye, présente sur son album La place de l'autre (2011).
Il compose la chanson La Française des Gueux du générique de fin du film Pauvre Richard de Malik Chibane, sorti en 2011.
Le 4 mars 2013, sort un double album, Transports Pitiot Père & fils, en collaboration avec son père le chanteur Gérard Pitiot, lancé par une tournée sur scène dont la première date se tient au théâtre l'Européen, Paris XVIIème.
Coup de Cœur chanson francophone 2021 de l'Académie Charles Cros pour l'album Chéri Coco, remis dans le cadre des rencontres professionnelles du Printival Boby Lapointe le 23 avril 2021.

## Discographie
- 2002: Le Tramway du bonheur
- 2003: Le Baron perché (4 titres)
- 2005: La Terre à Toto
- 2008: Griot
- 2010: En public à Aubercail
- 2011: La Place de l’autre
- 2013: Transports Pitiot Père & fils
- 2016: Allez jouer dehors
- 2021: Chéri Coco

## Filmographie
- 1998 : Nés quelque part de Malik Chibane (TV)